# Горячкино (Калужская область)
Горячкино — деревня в Юхновском районе Калужской области России. Входит в состав сельского поселения «Деревня Погореловка».

## География
Расположена на левом берегу реки Угра в 18 км от Юхнова, входит в состав территории национального парка «Угра».

## Население
| 2002 | 2010 |
| ---- | ---- |
| 0    | →0   |